# Machimus alterus
Machimus alterus là một loài ruồi trong họ Asilidae. Machimus alterus được Williston miêu tả năm 1901. Loài này phân bố ở vùng Tân nhiệt đới.